# コックリさん

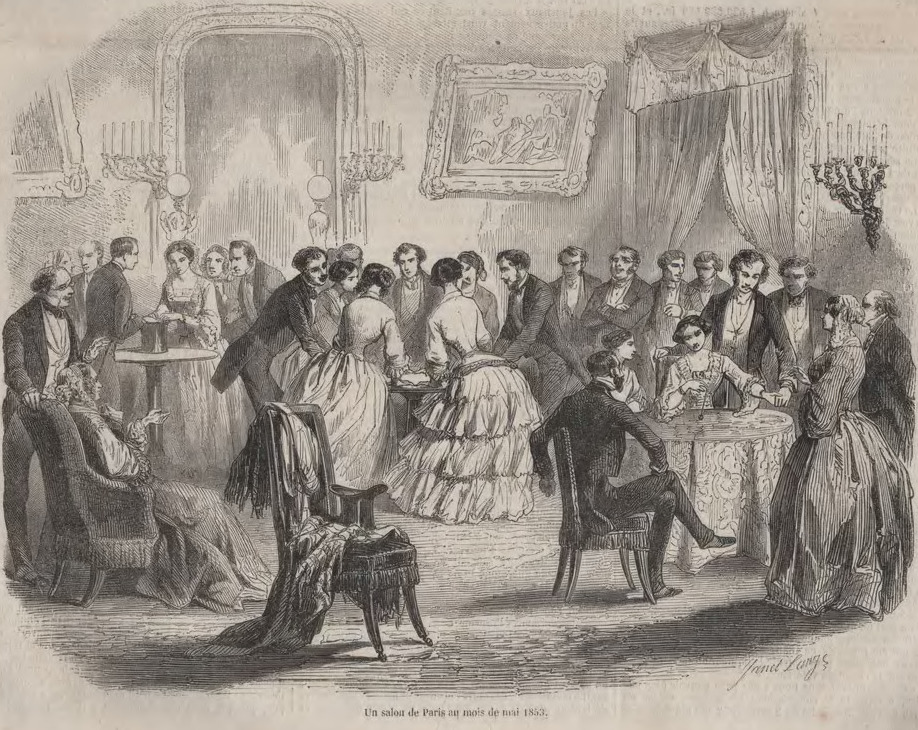
テーブル・ターニングの風景（19世紀・フランス） (L'Illustration, Histoire de la semaine, 1853)

コックリさん（狐狗狸さん）とは、西洋の「テーブル・ターニング（Table-turning）」に起源を持つ占いの一種。机に乗せた人の手がひとりでに動く現象は心霊現象だと古くから信じられていた。科学的には意識に関係なく体が動くオートマティスムの一種と見られている。「コックリさん」と呼ばれるようになったものは、日本で19世紀末から流行したものだが、これは「ウィジャボード」という名前の製品が発売されたりした海外での流行と同時期で、外国船員を通して伝わったという話がある。

## 概要
日本では通常、狐の霊を呼び出す行為（降霊術）と信じられており、そのため「狐狗狸さん」の字が当てられることがある。机の上に「はい、いいえ、鳥居、男、女、0〜9（できれば漢字で書いた方が良い）までの数字、五十音表」を記入した紙を置き、その紙の上に硬貨（主に五円硬貨もしくは十円硬貨）を置いて参加者全員の人差し指を添えていく。全員が力を抜いて「コックリさん、コックリさん、おいでください。」と呼びかけると硬貨が動く。コックリさんと呼ばず“エンジェルさん”などと呼びかえるバリエーションも存在する。エンジェルさんの場合鳥居ではなくキューピッドを書く事で同じ効果があると言われている。

## 起源と普及
その起源は明確ではないが、レオナルド・ダ・ヴィンチが自著において「テーブル・ターニング」と同種の現象に言及しているので、15世紀のヨーロッパでは既に行われていたとも推測される。
西洋で流行した「テーブル・ターニング」とは、数人がテーブルを囲み、手を乗せる。やがてテーブルがひとりでに傾いたり、移動したりする。出席者の中の霊能力がある人を霊媒として介し、あの世の霊の意志が表明されると考えられた。また、霊の働きでアルファベットなどを記した板の文字を指差すことにより、霊との会話を行うという試みがなされた。

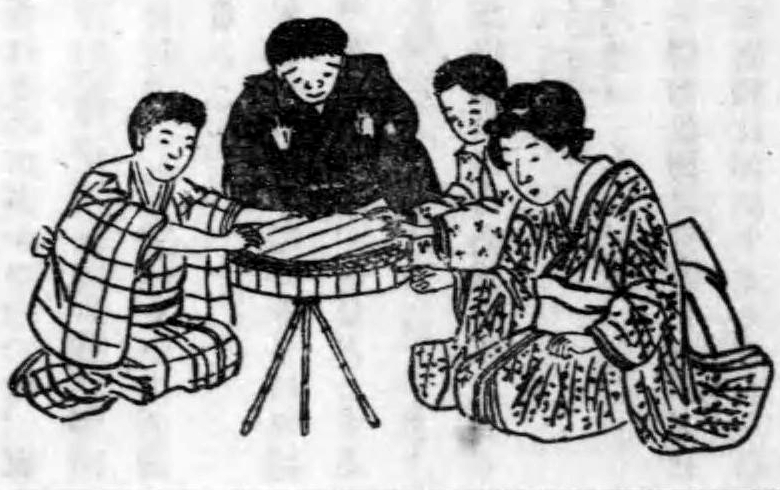
宮武外骨『奇態流行史』より「コツクリ様といふ遊戯」（1922年）

井上円了によると、日本においては、1884年に伊豆半島下田沖に漂着したアメリカの船員が自国で大流行していたテーブル・ターニングを地元の住民に見せたことを皮切りに伊豆で、続いて各地の港経由で日本でも流行するようになったという。このたぐいの板を指す現代の語「ウィジャボード」は元々は1880年代頃に発売された製品の商標に由来し、その発売時期とほぼ同じ頃である。当時の日本にはテーブルが普及していなかったので、代わりにお櫃（ひつ）を3本の竹で支える形のものを作って行なった。お櫃を用いた机が「こっくり、こっくりと傾く」様子から“こっくり”や“こっくりさん”と呼ぶようになり、やがて“こっくり”に「狐（きつね）」、「狗（いぬ）」、「狸（たぬき）」の文字を当て「狐狗狸」と書くようになったという。また、「コークリさん」「お狐さん」とも呼ばれる。
1970年代にはつのだじろうの漫画『うしろの百太郎』の作中でコックリさんが紹介され、少年少女を中心としたブームになったこともある。子供たちが学校などで面白半分に行うケースが多発し、その時代を知る人々は、「絶対にやらないように」と強く警告を発しているケースも多々見られる。生徒への精神的な影響もあり、教師が保護者を含めて厳重注意することもある。
韓国でもこっくりさんは分身娑婆（ブンシンサバ）と呼ばれ、主に子供の世代に浸透している。朝鮮半島のこっくりさんは、日本の統治時代に日本で流行したこっくりさんが、朝鮮に流入し始まったと見られる。台湾ではこれを「碟仙（ディエシェン）」と呼び、新聞の上に皿を乗せる形で行われる。

## 現象の解釈
コックリさんの起源である「テーブル・ターニング」については、大流行していた1800年代から著名な科学者たちが、その現象の解明に取り組んだ。1853年にはプロイセン（ドイツ）の数学者カール・フリードリヒ・ガウスやイギリスの科学者マイケル・ファラデーが実験的検討を試みた。

### 潜在意識・筋肉疲労説
参加者の潜在意識（予期意向）が反映され、無自覚に指が硬貨を動かすという説。ファラデーや井上円了、フランスの化学者ミシェル＝ウジェーヌ・シュヴルールなどはこの説をとった。 森田正馬（森田療法で有名）は参加者が霊に憑依されたと自己暗示（自己催眠、祈祷性精神病と命名）に罹るとの見方を示した。複数人に同様な症状がおきる感応精神病（フランス語: folie a deux（フォリアドゥ））の発生もよく知られる。
テレビ番組の『特命リサーチ200X』が小学生を対象とした検証を行った際、信じている人の班だけが動き、信じていない人の班は止まったままだった。さらに日本の首都や人気野球選手の背番号といった質問では十円玉が正答を指し示したが、簡単な英語での質問や過去のアメリカ大統領名など、本人達の知識を超えた問い掛けには紙の上を迷走するだけだった。また、被験者の小学生にアイマークレコーダーを装着させ視線の動きを観察したところ、質問を聞いた際、十円玉の動きに先行して回答となる語句の文字を目で追っていた。
潜在意識説と合わせて、不覚筋動にもよるとされる。硬貨に指を添える体勢を取り続ける際にどうしても僅かに腕が動いてしまう。同じ姿勢を取り続けると、あっという間に筋肉が疲労するため、不覚筋動（Ideomotor phenomenon）が起こる。それらの力が集中しコインが動くと、今度は動いた方向へ力を入れて動かそうとする意識が完全に働くというものである。上記のテレビ番組で解説した理学博士の板倉聖宣は、不覚筋動と潜在意識の混合でコックリさんの動きが起きるとの説を採った。
井上円了は普及当時から研究に取り組み、「世人のこれを信ずるゆえんを明らかにしたるをもって、ここにその道理を述べて、いささか愚民に諭すところあらんとす」として『妖怪玄談』を記した。その中で「コックリに向かって答えを得るは、極めて単純なることか、または一般に関することに限り、その複雑または細密のことに至りては、コックリの応答を得ること難し。例えば、コックリに向かって明日は雨か晴れかをたずぬるときは、その応答を得べきも、何時何分より雨降り、何時何分に風起こるかをたずぬるも、決してその応答を得べからず。これまた、コックリは鬼神のなすところにあらざる一証なり。」と、予期意向と不覚筋動が原因であると結論付けた。

### その他
- 参加者の誰かが意識的に動かしているという説。
- 硬貨が動くのは狐の霊、死んだ子供の霊、または低級な自然霊などの憑依によるもの[9]というオカルト説。